# Tchioma Bangou
Tchioma Bangou (auch: Tchambangou, Tchémabangou, Tchiombangou, Tchiomobangou, Tchiomo Bangou, Tchoma Bangou, Tchombangou, Tiam Bangou, Tioma Bangou, Tiombango) ist ein Dorf in der Landgemeinde Tondikiwindi in Niger.

## Geographie
Das von einem traditionellen Ortsvorsteher (chef traditionnel) geleitete Dorf liegt rund 47 Kilometer nordwestlich des Hauptorts Tondikiwindi der gleichnamigen Landgemeinde, die zum Departement Ouallam in der Region Tillabéri gehört. Die Staatsgrenze zu Mali befindet sich etwa 53 Kilometer nördlich von Tchioma Bangou. Zu den Siedlungen in der näheren Umgebung von Tchioma Bangou zählen Zaroumbey Darey im Nordwesten sowie Tinzaou, Niarbou Kouara und Tondi Koirey im Südosten. Die Siedlung ist Teil der Übergangszone zwischen Sahel und Sahara.

## Geschichte
Durch einen islamistischen Anschlag auf die Nachbardörfer Tchioma Bangou und Zaroumbey Darey am 2. Januar 2021 wurden mindestens 100 Zivilisten getötet. In Tchioma Bangou kamen dabei 70 Menschen ums Leben. Alle Getreidespeicher rund um das Dorf wurden in Brand gesteckt. Der Anschlag ereignete sich wenige Tage nach den Parlamentswahlen und dem ersten Durchgang der Präsidentschaftswahlen in Niger.

## Bevölkerung
Bei der Volkszählung 2012 hatte Tchioma Bangou 1236 Einwohner, die in 135 Haushalten lebten. Bei der Volkszählung 2001 betrug die Einwohnerzahl 1265 in 131 Haushalten und bei der Volkszählung 1988 belief sich die Einwohnerzahl auf 803 in 96 Haushalten.

## Wirtschaft und Infrastruktur
Mit einem Centre de Santé Intégré (CSI) ist ein Gesundheitszentrum im Dorf vorhanden. Es gibt eine Grundschule.